# Jornadas para as terras de sede

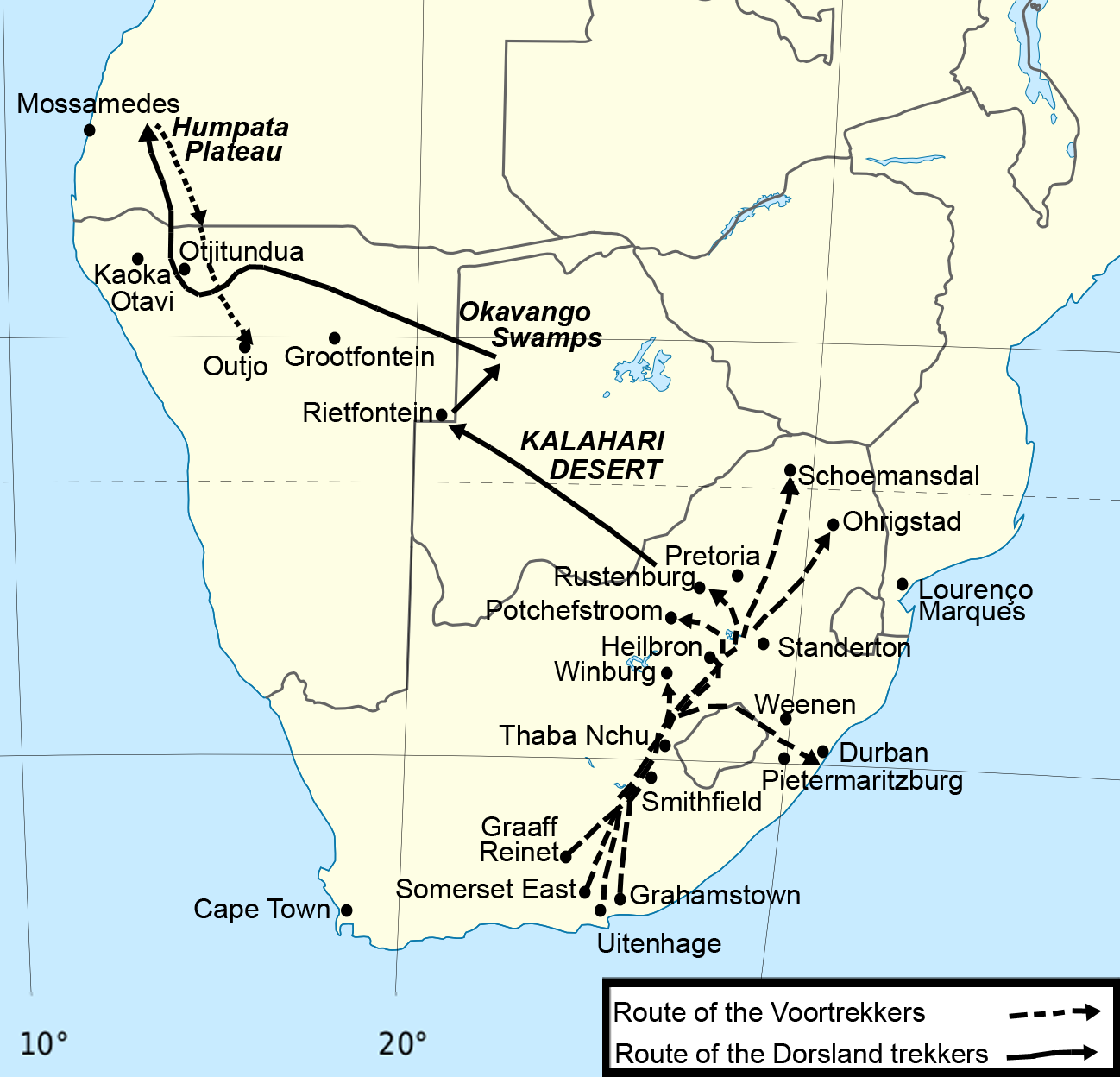
Mapa das rotas das jornadas para as terras de sede.

As jornadas para as terras de sede, também conhecidas em inglês como Dorsland Trek, é o nome coletivo de uma série de explorações realizadas por colonos bôeres da África do Sul no final do século XIX e nos primeiros anos do século XX, em busca de independência política e melhores condições de vida.
Na África do Sul, Botsuana e Namíbia, os participantes sobreviventes das jornadas e seus descendentes que retornaram, considerados somente aqueles que partiram do Estado Livre de Orange e da República do Transvaal, formaram um subgrupo étnico denominado trekboere (bôeres nômades). Os remanescentes que permaneceram e se miscigenaram em solo angolano são chamados de dorslandtrekkers (nômades das terras de sede) ou angobôeres.

## Antecedentes políticos e jornadas anteriores
Depois de escapar do governo autocrático da Companhia Holandesa das Índias Orientais no final do século XVIII, os colonos semi-nômades da Colônia do Cabo entraram em conflito tanto com os povos xossas no leste quanto com o Império Britânico, que adquiriu o Cabo como resultado das guerras napoleônicas. Em 1836, os bôeres partiram para o que ficou conhecido como a grande jornada, estabelecendo o Estado Livre de Orange e a República do Transvaal como repúblicas bôeres independentes.
Há duas teorias sobre por que os colonos partiriam mais uma vez para explorar o território mais ao norte. Uma é que, na década de 1870, a Grã-Bretanha começou novamente o processo de anexar os estados bôeres; a segunda teoria afirma que "[eles] estavam compelidos por um desejo de caminhar", sem nenhuma dificuldade particular a enfrentá-los em seu lugar atual.

## Rotas da caminhada
O primeiro grupo das jornadas para as terras de sede partiu em 27 de maio de 1874 sob a liderança de Gert Alberts. Um número de diferentes grupos de agricultores, tomando diferentes rotas, seguiu o primeiro grupo. Eles partiram das áreas em torno de Rustemburgo, Groot Marico e Pretória. O principal destino era o planalto da Humpata, no sudoeste de Angola. Em sua jornada, os colonos tiveram que atravessar Bechuanalândia e as vastas e áridas áreas do deserto do Calaári, onde hoje estão a Namíbia e a Botsuana. Foram as condições severas e secas que eles experimentaram no Calaári que deram ao episódio o nome de "jornadas para as terras de sede" (Dorsland Trek), derivado do termo da língua africâner "Thirstland Trek". De acordo com uma testemunha, mais de 3000 bôeres nômades morreram durante a viagem. Em 1881, sessenta famílias, totalizando 300 pessoas, chegaram a Humpata e receberam 200 hectares por família para cultivar.

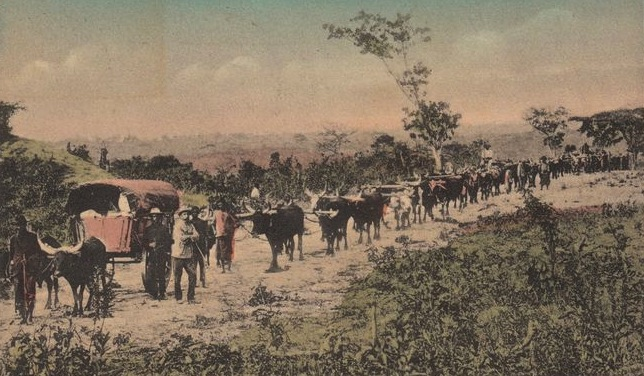
Comboio de angobôeres, em 1916, na província de Benguela.

Os colonos entraram em Angola atravessando o rio Cunene em Swartbooisdrift. As autoridades coloniais portuguesas encorajaram os bôeres a instalarem-se nos planaltos da Humpata e da Huíla; a maioria deles permaneceu em Humpata, enquanto várias famílias foram mais para o norte, estabelecendo-se em lugares diferentes nas terras altas centrais, formando um subgrupo étnico bôer chamado angobôeres. Os vários assentamentos formaram uma comunidade fechada que resistiu à integração. Além disso, a resistência dos colonos à inovação levou muitos deles ao empobrecimento. Como resultado, no final da década de 1920, alguns começaram a migrar para o sul e sudoeste da África, enquanto alguns retornaram a seus locais de origem. Deixaram em Angola carroças de bois, levando apenas o que podiam carregar nos wagon's. Os descendentes dos bôeres nômades não totalmente integrados à sociedade angolana portuguesa - deixaram Angola em 1975, quando o país se tornou independente em meio a uma guerra civil.
Um número de agricultores instalaram no triângulo Otavi-Tsumeb-Grootfontein e na área em torno Gobabis. Alguns tomaram um caminho diferente e cruzaram Caocolândia. No caminho para o sul, eles descobriram água em Tsauchab e a chamaram de Ses Riem (Seis Rédeas), que refletia a profundidade do cânion.

## Grande Jornada de Angola
Não muito tempo depois de os bôeres se estabelecerem em Angola, surgiram problemas. Eles ensinaram aos criadores portugueses locais a criação de gado e a condução de carroças de boi, bem como habilidades com armas e tiro. A relação entre os colonos portugueses e os bôeres foi bastante cordial e muitos portugueses aprenderam também o africâner. As autoridades portuguesas, no entanto, não fizeram muito pelos bôeres em Angola, nunca lhes dando cidadania, não lhes permitindo ter a propriedade legal das suas explorações agrícolas e não lhes permitiam abrir escolas de línguas africâneres. Já em meados da década de 1890, as tensões entre as autoridades coloniais e os colonos bôeres eram aparentes, fato registrado na época pelo explorador sueco Peter Möller.
Em 1928, muitos bôeres decidiram deixar Angola e dirigir-se para sul e para o Sudoeste Africano (então sob jurisdição sul-africana), onde a colonização era mais fácil e não impedida pelas autoridades portuguesas. O repatriamento foi conduzido pelo governo sul-africano sob o comando do general James Hertzog. De agosto de 1928 a fevereiro de 1929, 1.922 boers foram repatriados para a África do Sul. Foram emitidos 420 certificados de bôeres nômades para as famílias, embora apenas 373 famílias tenham saído de Angola na altura. As últimas famílias bôeres a regressar à África do Sul sob esta repatriação deixaram Angola em 1931.
Depois da grande jornada de Angola, muitos bôeres permaneceram em Angola, e a comunidade africânder remanescente ergueu um monumento obelisco em Humpata em julho de 1957 em homenagem aos bôeres nômades. Em 1958, 58 famílias bôeres permaneciam em Angola, totalizando 500 indivíduos. Estes bôeres permaneceram em Angola até 1975, durante a Guerra Civil Angolana, quando fugiram com milhares de refugiados portugueses para o Sudoeste Africano (agora chamado Namíbia). Hoje, um número desconhecido de bôeres vive em Angola, como no final da guerra civil, muitos portugueses e outros regressaram ao país.

## Impacto histórico

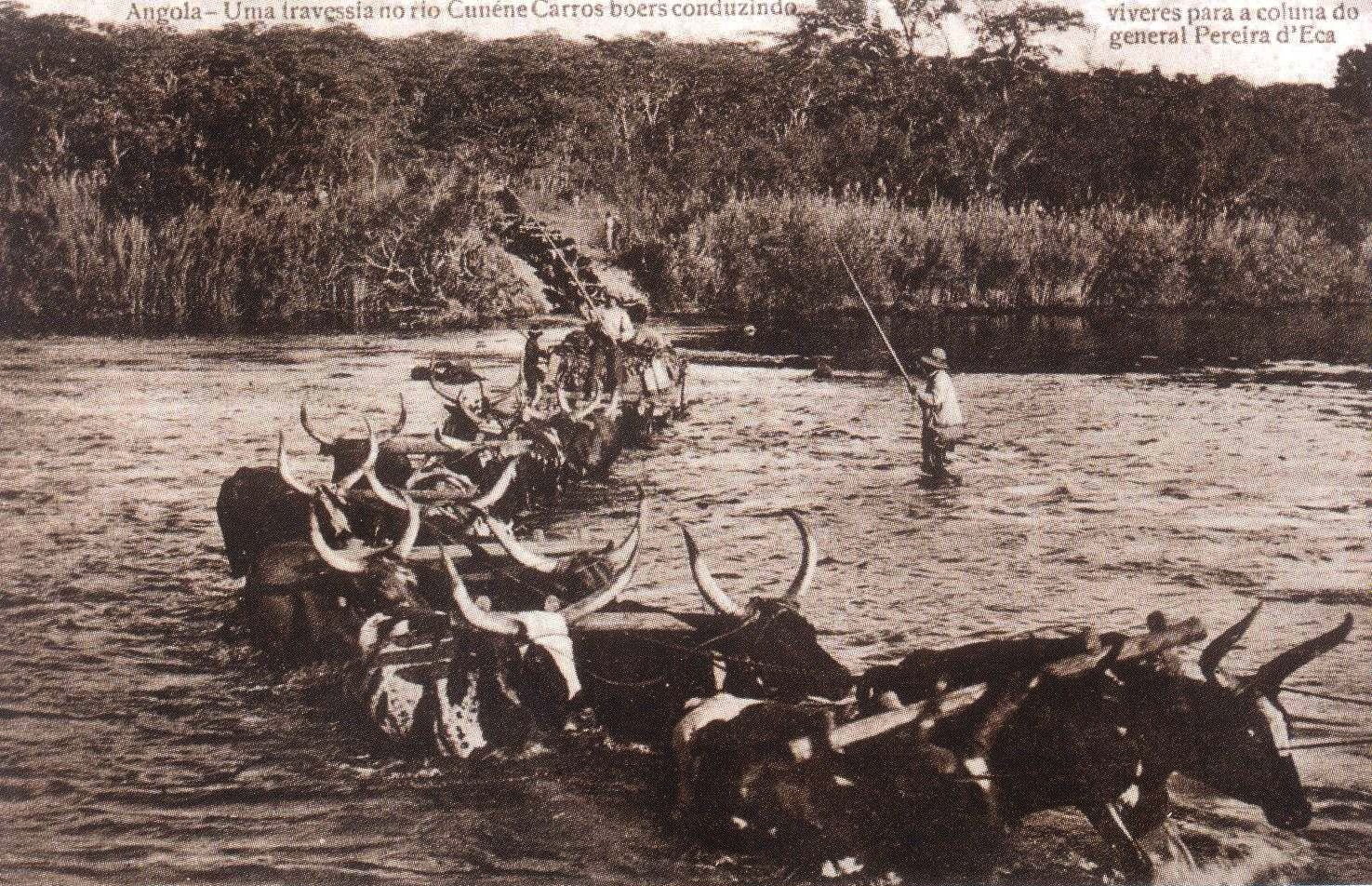
Colonos angobôres conduzindo a travessia do rio Cunene de uma manada de bois para a coluna do general Pereira de Eça, durante a Campanha do Sudoeste da África.

Os bôeres não foram bem recebidos em todos os lugares. Já em 1874, os chefes hereros Maharero, Kambazembi e Christian Wilhelm Zeraua solicitaram às autoridades do Cabo a intervir no assentamento em Damaralândia. Como resultado, foi criado o posto de Comissário Especial para a Damaralândia. Na área em torno de Gobabis, o lider tribal Andreas Lambert, em nome de todos os líderes da Damaralândia, ameaçou atacá-los se eles não fossem embora.

## Sítios históricos e comemorações das jornadas
- Na Caocolândia, várias ruínas de assentamentos temporários ainda são visíveis, incluindo uma igreja Batista (nome informal para as Igrejas Reformadas na África do Sul), perto da cidade de Otavi.[14]
- Em Swartbooisdrift, o Monumento aos Bôeres Nômades foi erguido para comemorar a jornada.[14]
- Em Cassinga há um obelisco memorial, erguido em 2003, comemorando aqueles que morreram durante a caminhada.[15]
- Na Humpata há um grande obelisco, erguido em 1958 em comemoração aos bôeres nômades, e há vários túmulos dos colonos, incluindo o de seu líder, Gert Alberts.[14]
- A Árvore das Jornadas, no remoto leste da Namíbia, é uma escultura em baobá, com a inscrição "1883", criada quando a árvore era um abrigo temporário.